# Església d'Àqaba
L'Església d'Àqaba és una església del segle iii, que es troba a Àqaba, Jordània. Es considera l'edifici construït per a celebracions cristianes més antic del món. L'església fou desenterrada en una excavació arqueològica del 1998.
És probable que la seua situació perifèrica dins de l'Imperi romà la salvàs de la destrucció durant la persecució dels cristians per Dioclecià, que esclatà uns anys després de la construcció de l'església.

## Descobriment i identificació com a església
El jaciment fou descobert a la ciutat costanera jordana d'Àqaba, al juny del 1998, per un grup d'arqueòlegs. Aviat es van adonar de la singularitat de l'església pel seu estil arquitectònic, que refutava la percepció entre els historiadors que les esglésies més antigues de Jordània dataven de finals del segle iv. Les esglésies més antigues descobertes en indrets parts del món no es feren servir en un principi com a tals: un exemple famós és l'església casolana del segle iii de Dura Europos, a Síria.
L'arqueòleg de la Universitat Estatal de Carolina del Nord, Thomas Parker, que en va dirigir les excavacions, identificà l'edifici com una església per la seua forma basilical, l'orientació cap a l'est i algunes troballes específiques com ara llums de cristall. Una tomba en el cementeri proper contenia parts d'una creu de bronze, i això indicava que pertanyia a un cristià. Al 325, en el Primer Concili de Nicea, un bisbe d'Aila es trobava entre els participants. Aila és el nom romà i bizantí d'Àqaba, i l'existència d'un bisbe indica que la ciutat tenia una important població cristiana llavors. A Egipte es coneixen esglésies de tova un poc més recents, però de factura semblant.

## Història
L'església d'Àqaba es construí a la fi del segle iii o començaments del IV, segons indiquen les troballes de ceràmica dels fonaments.(4) La fase més antiga se'n datà d'entre el 293 i el 303, i això fa que siga més antiga que Església del Sant Sepulcre|l'Església del Sant Sepulcre de Jerusalem i la Basílica de la Nativitat de Betlem, totes dues construïdes a la fi de la dècada del 320. És anterior a la persecució de cristians de Dioclecià del 303-313, una de les majors de la història romana, durant la qual l'edifici sembla que fou abandonat. La gran persecució provocà l'eliminació d'edificis cristians de la regió; el bon estat de conservació d'aquesta església s'atribueix a la seua ubicació perifèrica dins de l'Imperi romà.
En algun moment entre el final de l'onada de persecucions de Dioclecià i l'any 330, l'església va ser renovada i estigué en ús fins a la seua destrucció en el greu terratrèmol del 363. La seua fi es pot datar per les últimes monedes trobades pels arqueòlegs, que daten del 337-361. Una vegada abandonat, l'edifici en ruïnes aviat s'omplí d'arena duta pel vent, i això ajudà a mantenir-ne els murs a una altura considerable.

## Descripció
L'edifici tenia forma d'una gran basílica amb tres naus, un nàrtex, i orientat en un eix est-oest. Feia 26 m per 16 m, construït amb rajola de fang sobre fonaments de pedra, i devia tenir una nau voltada, corredors i portes arquejats. Les restes d'una escala suggereixen que tenia un segon pis. La nau acabava en un presbiteri amb un absis rectangular.